# رولند بل (موسیقی‌دان)
رولند بل (به انگلیسی: Ronald Bell) (زاده ۱ نوامبر ۱۹۵۱)خواننده، ترانه‌سرا آمریکایی است.
نام او پس از مسلمان شدن خالیص بیان است.
او عضو گروه کول اند د گنگ است.